# 圣武
圣武（756年-757年）是唐朝安史之亂时安禄山自立的年号，共计2年。

## 纪年
| 圣武 | 元年  | 二年  |
| ---- | ----- | ----- |
| 公元 | 756年 | 757年 |
| 干支 | 丙申  | 丁酉  |

## 载初
《新唐书·安庆绪传》所载燕国安庆绪在757年正月至九月的年号是载初，《旧唐书》和《资治通鉴》均不载。根据出土墓志可知，安庆绪并无此年号。

## 參看
- 中国年号列表
- 同期存在的其他政权年号
  - 天寶（742年-756年七月）：唐玄宗李隆基的年号
  - 至德（756年七月-758年二月）：唐肅宗的年号
  - 天平胜宝（749年七月二日—757年八月十八日）：奈良時代孝謙天皇之年號
  - 大興（738年—794年）：渤海文王大欽茂之年號
  - 赞普钟（752年—768年）：南詔領袖閣羅鳳之年號